# Aleksander Kruszewski
Aleksander Kruszewski (ur. 8 maja 1911 w Petersburgu, zm. 4 maja 1964 w Warszawie) – polski artysta plastyk, malarz, rzeźbiarz, twórca biżuterii. 

## Życiorys

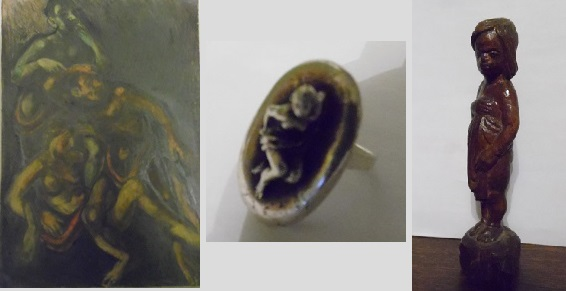
Prace Aleksandra Kruszewskiego

Urodził się w rodzinie Jana i Kazimiery z Surwiłłów. W latach 1928–32 uczył się w Miejskiej Szkole Sztuk Zdobniczych i Malarstwa w Warszawie. 15 września 1932 został przyjęty do Akademii Sztuk Pięknych w Warszawie. Do wybuchu wojny mieszkał w Koninie, skąd wysiedlony przez Niemców przeniósł się do Warszawy.
W 1945 mieszkał w Rzeszowie, w 1946 w Bydgoszczy, a od 1950 w Warszawie. Członek Związku Polskich Artystów Plastyków (nr leg. 408). Od 1958 był członkiem sekcji rzeźby ZPAP. W pracach artysty dominuje styl figuratywny. Twórca kutych w srebrze pełnych, miniaturowych rzeźb, z których każda stanowi zamknięte dzieło. Pracował też w zakresie grafiki książkowej. W drugiej połowie lat 50. wraz z przyjacielem – malarzem Olgierdem Vetesco zajmował się wyrobem biżuterii srebrnej. Brał udział w dorocznej wystawie członków Okręgu Pomorskiego ZPAP w Bydgoszczy w 1949/50; wystawiał też sześciokrotnie w Warszawie, a w 1960 wziął udział w wystawie pol. sztuki dekoracyjnej w Wiedniu.
Zmarł po ciężkiej chorobie w 1964, pochowany na cmentarzu Wojskowym na Powązkach w Warszawie (kwatera A12-9-16).